# Henry M. Jammeh
Henry M. Jammeh (* 20. Jahrhundert) ist ein gambischer Politiker.

## Leben
| Parlamentswahl | Stimmen | Stimmanteil |
| -------------- | ------- | ----------- |
| 1982           | 3.559   | 62,10 %     |
| 1987           | 1.785   | 37,06 %     |

Jammeh trat im Wahlkreis Eastern Foni als parteiloser Kandidat bei den Parlamentswahlen 1982 an. Mit 62,10 % der Stimmen gewann er den Wahlkreis und damit einen Sitz im House of Representatives vor den Kandidaten der People’s Progressive Party (PPP), Alkali James Gaye. Bei den folgenden Parlamentswahlen 1987 trat Jammeh im selben Wahlkreis erneut an, diesmal als Kandidat der Gambian People’s Party (GPP). Er erreichte 37,06 % der Stimmen und unterlag Gaye, der auch diesmal im Wahlkreis zur Wahl antrat. Jammeh trat bei den Parlamentswahlen 1992 nicht an und trat nicht mehr aktiv politisch in Erscheinung.